# Aeschynomene rivularis
Aeschynomene rivularis là một loài thực vật có hoa trong họ Đậu. Loài này được Frapp. miêu tả khoa học đầu tiên.